# Kecamatan Banjarsari (distrikt i Indonesien, Banten)
Kecamatan Banjarsari är ett distrikt i Indonesien.   Det ligger i provinsen Banten, i den västra delen av landet, 100 km väster om huvudstaden Jakarta.